# Łokacz (jezioro)
Łokacz – jezioro w Kotlinie Gorzowskiej, położone w województwie wielkopolskim, w powiecie czarnkowsko-trzcianeckim, w gminie Krzyż Wielkopolski.

## Dane morfometryczne
Powierzchnia zwierciadła wody według różnych źródeł wynosi od 46,5 ha przez 48,8 ha do 53,16 ha (lustra wody) lub 55,34 ha (ogólna).
Zwierciadło wody położone jest na wysokości 31,7 m n.p.m. lub 32,3 m n.p.m. Średnia głębokość jeziora wynosi 1,8 m, natomiast głębokość maksymalna 3,4 m.
Na podstawie badań przeprowadzonych w 2005 roku wody jeziora zaliczono do III klasy czystości.

## Hydronimia
Według spisu opracowanego przez Komisję Nazw Miejscowości i Obiektów Fizjograficznych (KNMiOF) oraz według danych z państwowego rejestru nazw geograficznych urzędowa nazwa tego jeziora to Łokacz. W różnych publikacjach i na mapach topograficznych jezioro to występuje pod nazwą Jezioro Królewskie.
Dane z państwowego rejestru nazw geograficznych podają oboczną nazwy tego jeziora: Jezioro Królewskie.